# Sam Ellis
Sam Ellis (ur. 23 czerwca 1982) – brytyjski lekkoatleta, średniodystansowiec. 

## Największe osiągnięcia
| Rok  | Rodzaj zawodów     | Miasto   | Konkurencja | Miejsce | Wynik   |
| ---- | ------------------ | -------- | ----------- | ------- | ------- |
| 2006 | Mistrzostwa Europy | Göteborg | 800 m       | 3.      | 1:46,64 |

## Rekordy życiowe
- bieg na 800 m - 1:45,67 (2006)